# Márcia Imperator
Márcia Imperator (Bela Vista do Paraíso, Brasil; 1 de marzo de 1974) es una actriz pornográfica retirada y presentadora brasileña.

## Biografía
Márcia Maria Imperator nació en la ciudad de Bela Vista do Paraíso, en el estado sureño de Paraná, Brasil. Antes de dedicarse a la industria del cine porno y del espectáculo, empezó como ayudante en una granja, limpiadora, niñera, camarera y ayudante de cocina. Comenzó su carrera artística en 2003 la serie cómica Zorra Total, que emitía el canal de televisión Red Globo. Empezó a ganar presencia televisiva al aparecer en el show televisivo de Sérgio Mallandro y en el programa Eu Vi na TV de João Kléber de RedeTV, presentando el segmento llamado Test de fidelidad.
Después del final del programa en 2005, Imperator entró en la industria del cine porno con la película Fidelidade à prova, que sería la primera de sus 23 películas rodadas en su carrera. Posteriormente, rodaría más para la productora pornográfica Brasileirinhas.
Imperator ha servido también de modelo para revistas masculinas como Premium y Ele & Ela. En la actualidad, Márcia vive en la ciudad de Florianópolis con sus tres hijas.